# Defensa de pànic gai

Estats dels Estats Units d'Amèrica que havien prohibit (blau) o s'havien plantejat de prohibir (rosa) la defensa de pànic gai o trans l'abril del 2021.

La defensa de pànic gai és una defensa legal, generalment contra els càrrecs d'assalt o assassinat. Un acusat, mitjançant aquesta defensa, afirma haver actuat en un estat de demència temporal violenta a causa de la seva por a persones homosexuals (pànic homosexual). El pànic trans és una defensa semblant aplicada als casos en què la víctima és una persona transgènere o intersexual. El 2014 Califòrnia es va convertir en el primer estat dels EUA en prohibir oficialment l'ús de la defensa de pànic trans i gai en judicis per assassinat. Aquesta defensa fou prohibida primerament a Califòrnia el 2014, seguidament se sumaren a la prohibició altres estats com; Illinois el 2017, Rhode Island el 2018, Connecticut, Hawaii, Maine, Nevada, Nova York el 2019, Nova Jersey, Washington D.C., Geòrgia, Wisconsin, Washington, Pennsilvània, Colorado, Texas el 2020, Virginia, Maryland, Oregon, Vermont, Iowa, Nou Hampshire, Minnesota, Massachusetts, Nebraska el 2021, Nou Mèxic el 2022 i el darrer la Florida el 2023, l'American Bar Association ha suggerit que altres estats segueixin l'exemple de Califòrnia.